# Ocean’s Seven
Ocean’s Seven ist eine siebenteilige Langstreckenschwimmherausforderung für Schwimmer und gilt als Äquivalent zu den Seven Summits (höchste Gipfel jedes Erdteils) der Bergsteiger.

## Geschichte
Der US-amerikanische Schwimmcoach Steven Munatones kam auf die Idee der Ocean’s Seven, um eine für Langstreckenschwimmer (Freiwasserschwimmer) ähnliche Herausforderung wie die Seven Summits zu finden. Die Ocean’s Seven liegen im Gegensatz zu der Bergsteiger-Herausforderung nur auf fünf Kontinenten.
Der Ire Stephen Redmond war 2012 der erste, der alle sieben Herausforderungen meisterte. Bis Mitte September 2024 waren es 33 Menschen, davon zehn Frauen, die diese Leistung vollbracht haben.
Eine alternative Definition ist das Durchschwimmen einer Meerenge in allen sieben Kontinenten. So hat Lynne Cox Gewässer in sechs Kontinenten durchschwommen und ist 25 Minuten in der Antarktis geschwommen.

## Die sieben Strecken
| Strecke                                    | Start/Ende                            | Länge |
| ------------------------------------------ | ------------------------------------- | ----- |
| Cookstraße                                 | Süd- und Nordinsel Neuseelands        | 26 km |
| Nordkanal                                  | Irland und Schottland                 | 34 km |
| Straße von Gibraltar (Gibraltar-Schwimmen) | Marokko und Spanien                   | 14 km |
| Kaiwi-Kanal                                | Inseln Molokaʻi und Oʻahu, Hawaii     | 44 km |
| Tsugaru-Straße                             | Inseln Honshu und Hokkaido, Japan     | 20 km |
| Ärmelkanal (Kanalschwimmen)                | England und Frankreich                | 34 km |
| Santa-Catalina-Kanal                       | Santa Catalina Island und Los Angeles | 34 km |

## Liste der Ocean’s-Seven-Absolventen
|    | Name                       | Geschlecht | Datum         | Nation                 | Anmerkungen                                  |
| -- | -------------------------- | ---------- | ------------- | ---------------------- | -------------------------------------------- |
| 1  | Stephen Redmond            | m          | 14. Juli 2012 | Irland                 | Erster, der alle sieben Strecken absolvierte |
| 2  | Anna-Carin Nordin          | w          | 8. Juli 2013  | Schweden               | Erste Frau                                   |
| 3  | Michelle Macy              | w          | 14. Juli 2013 | Vereinigte Staaten     |                                              |
| 4  | Darren Miller              | m          | 29. Aug. 2013 | Vereinigte Staaten     |                                              |
| 5  | Adam Walker                | m          | 6. Aug. 2014  | Vereinigtes Konigreich | [ 7 ]                                        |
| 6  | Kimberley Chambers         | w          | 2. Sep. 2014  | Neuseeland             |                                              |
| 7  | Antonio Argüelles          | m          | 3. Aug. 2017  | Mexiko                 | [ 8 ]                                        |
| 8  | Ion Lazarenco-Tiron        | m          | 27. Jan. 2018 | Moldau Republik        |                                              |
| 9  | Rohan Dattatrey More       | m          | 9. Feb. 2018  | Indien                 | Erster Asiate                                |
| 10 | Abhejali Bernardová        | w          | 24. Feb. 2018 | Tschechien             | Erste Teilnehmerin eines Binnenlandes        |
| 11 | Cameron Bellamy            | m          | 21. Juni 2018 | Sudafrika              | Erster Afrikaner                             |
| 12 | Lynton Mortensen           | m          | 14. Nov. 2018 | Australien             |                                              |
| 13 | Thomas „Fleppy“ Pembroke   | m          | 14. Dez. 2018 | Australien             | Bislang jüngster Schwimmer, 29 Jahre         |
| 14 | Nora Toledano Cadena       | w          | 30. März 2019 | Mexiko                 |                                              |
| 15 | Mariel Hawley Dávila       | w          | 30. März 2019 | Mexiko                 |                                              |
| 16 | André Wiersig              | m          | 9. Juni 2019  | Deutschland            | Erster Deutscher                             |
| 17 | Elizabeth Fry              | w          | 25. Aug. 2019 | Vereinigte Staaten     |                                              |
| 18 | Attila Mányoki             | m          | 26. Aug. 2019 | Ungarn                 |                                              |
| 19 | Jonathan Ratcliffe         | m          | 10. Dez. 2019 | Vereinigtes Konigreich |                                              |
| 20 | Jorge Crivilles Villanueva | m          | 20. Jan. 2020 | Spanien                |                                              |
| 21 | Adrian Sarchet             | m          | 29. Feb. 2020 | Bailiwick of Guernsey  |                                              |
| 22 | Prabhat Koli               | m          | 1. März 2023  | Indien                 |                                              |
| 23 | Dina Levačić               | w          | 14. März 2023 | Kroatien               | Bislang jüngste Schwimmerin, 27 Jahre        |
| 24 | Herman van der Westhuizen  | m          | 16. Juli 2023 | Sudafrika              |                                              |
| 25 | Andrew Donaldson           | m          | 27. Juli 2023 | Vereinigtes Konigreich |                                              |
| 26 | Stephen Junk               | m          | 10. Sep. 2023 | Australien             |                                              |
| 27 | Kieron Palframan           | m          | 6. Okt. 2023  | Sudafrika              |                                              |
| 28 | Bárbara Hernández Huerta   | w          | 14. Juni 2024 | Chile                  |                                              |
| 29 | Mark Sowerby               | m          | 29. Juni 2024 | Australien             |                                              |
| 30 | Zach Margolis              | m          | 13. Juli 2024 | Vereinigte Staaten     |                                              |
| 31 | Paul Georgescu             | m          | 27. Juli 2024 | Rumänien               |                                              |
| 32 | Petar Stoychev             | m          | 14. Aug. 2024 | Bulgarien              |                                              |
| 33 | Nathalie Pohl              | w          | 15. Sep. 2024 | Deutschland            | Erste Deutsche                               |
| 33 | Caitlin O’Reilly           | w          | 24. Okt. 2024 | Neuseeland             | Bislang jüngste Schwimmerin, 20 Jahre        |

Quelle:

## Filme
- Schwimm um dein Leben, Doku Japan 2012[15]
- Gegen die Strömung, Doku Großbritannien 2017[16]
- Extremschwimmer André Wiersig und die Ocean’s Seven, Doku Deutschland 2019[17]